# Isidore Van Overloop
Eugène Jean Isidore Van Overloop (Vilvoorde, 12 september 1814 - Schaarbeek, 24 november 1878) was een Belgisch volksvertegenwoordiger, senator en burgemeester.

## Levensloop
Hij was een zoon van de arts Pierre Van Overloop en van Aimée Terwecoren. Hij trouwde met Barbe Crevecœur. Hij was de oom van senator Eugène Van Overloop.
Hij promoveerde tot doctor in de rechten (1837) aan de ULB. Hij vestigde zich als advocaat in Brussel en was de raadsman voor het Ministerie van Buitenlandse Zaken.
Hij was provincieraadslid voor Brabant (1849-1852) en burgemeester van Mendonk (1862-1878).
In 1852 werd hij katholiek volksvertegenwoordiger voor het arrondissement Sint-Niklaas en vervulde dit mandaat tot in 1874. Van 1874 tot 1878 was hij senator voor hetzelfde arrondissement.

## Publicaties
- Examen de la question de savoir si les anciens cimetières appartiennent aux communes ou s'ils sont la propriété des fabriques d'église
- Mémoire por Mr P. I. Hanicq, imprimeur à Malines, et La Gauche, imrimeur à Namur, contre Mr Wesmael-Legros, imprimeur de l'évêché de Namur
- Notices historiques sur les institutions de bienfaisance et spécialement sur les hôpitaux en Belgique
- Examen critique du projet de loi sur l'enseignement moyen.
- Exposé des motifs de la Constitution belge
- Afschaffing der militaire plaatsvervanging. Een woord aen het volk
- Coup d'oeil sur les polders, spécialement dans le pays de Waes.